# الهرهرة (المضاربة والعارة)

تعديل مصدري - تعديل

الهرهرة هي إحدى قرى عزلة المضاربة بمديرية المضاربة والعارة التابعة لمحافظة لحج، بلغ تعداد سكانها 100 نسمة حسب تعداد اليمن لعام 2004.